# Eneko
Eneko Satrústegui Plano (* 25. September 1990 in Villava-Atarrabia) ist ein spanischer Fußballspieler. 

## Karriere
Eneko stammt aus der Jugend des CA Osasuna und wurde von dessen Reservemannschaft für die Spielzeit 2009/10 an den CD Izarra aus der drittklassigen Segunda División B verliehen. Am 6. November 2011 (12. Spieltag) der Saison gab Eneko dann sein Debüt bei den Profis von Osasuna in der Primera División. Bei der 1:7-Niederlage im Estadio Santiago Bernabéu gegen Real Madrid stand er als linker Verteidiger in der Startformation. In der 55. Minute wurde er mit der zweiten Gelben Karte des Platzes verwiesen. Bei seinem zweiten Einsatz in der höchsten Liga, einem 2:1-Sieg seines Teams bei Espanyol Barcelona am 27. November 2011, musste er in der 75. Minute ebenfalls nach Gelbrot den Platz verlassen. Damit war er der erste Spieler, dem dies in seinen ersten beiden Einsätzen in der Primera División widerfuhr – ein „historisches Double“, wie die Sportzeitung Marca attestierte. Die Saison 2012/13 verbrachte er dann leihweise beim Zweitligisten CD Numancia. Ab dem Sommer 2014 folgten dann die unterklassigen Vereine Real Murcia, CD Ebro und Club Lleida Esportiu, ehe er mit dem CD Castellón und Racing Santander wieder in der Segunda División aktiv war. Seit 2023 steht er nun beim polnischen Zweitligisten Wisła Krakau unter Vertrag und gewann mit ihm auf Anhieb den nationalen Pokal. Im Finale am 2. Mai 2024 in Warschau erzielte Eneko beim 2:1-Sieg nach Verlängerung gegen Pogoń Stettin den Treffer zum zwischenzeitlichen Ausgleich.

## Erfolge
- Polnischer Pokalsieger: 2024